# Амбанпола (підрозділ окружного секретаріату)
Підрозділ окружного секретаріату Амбанпола — підрозділ окружного секретаріату округу Курунегала, Північно-Західна провінція, Шрі-Ланка. Складається з 28 Грама Ніладхарі.